# Аниноаса
Аниноаса (рум. Aninoasa) — город в румынском жудеце Хунедоара. Население — 6108 человек (2019).

## География
Аниноаса располагается в  240 км от столицы Румынии, Бухареста. Рядом с городом располагается огромный угольный бассейн в долине Жиу (рум. Valea Jiului), который раньше являлся одним из центров угольной промышленности Румынии.

## Климат
| Показатель                             | Янв. | Фев. | Март | Апр. | Май  | Июнь | Июль | Авг. | Сен. | Окт. | Нояб. | Дек. |
| -------------------------------------- | ---- | ---- | ---- | ---- | ---- | ---- | ---- | ---- | ---- | ---- | ----- | ---- |
| Средний суточный максимум, °C          | 0,8  | 2,7  | 8,1  | 13,9 | 19   | 21,9 | 24,1 | 24   | 20,6 | 14,8 | 7,7   | 2,6  |
| Средняя температура, °C                | −2,8 | −1   | 3,4  | 8,6  | 13,5 | 16,4 | 18,3 | 18   | 14,7 | 9,4  | 3,9   | −0,4 |
| Средний суточный минимум, °C           | −6,3 | −4,7 | −1,2 | 3,3  | 8    | 10,9 | 12,5 | 12,1 | 8,8  | 4    | 0,1   | −3,4 |
| Норма осадков, мм                      | 39   | 38   | 39   | 59   | 85   | 107  | 86   | 71   | 50   | 42   | 45    | 45   |
| Источник: Климатические данные городов |      |      |      |      |      |      |      |      |      |      |       |      |

## История
Аниноаса была основана в 1453 году, став первым городом в жудеце Хунедоара.
В 1989 году посёлок получил статус города.
Во времена Социалистической Румынии в городе работала угольная шахта.

### Упадок
В 2007 году шахта была закрыта. Из-за этого город Аниноаса лишился градообразующего предприятия.
По данным на 2013 год город являлся банкротом, не хватало денег даже на оплату коммунальных услуг. Мэр Аниноасы сравнил город с Детройтом.
Примаром Аниноасы до объявления банкротства в течение пяти сроков, до 2012 года, являлся Илие Ботгрос. Решение о признании города банкротом в 2013 году принял новый мэр, избранный в 2012 году Николае Дунка. Признание города банкротом позволило избежать начисления пени и процентов по долгам. Также были введены ограничения на управление бюджетными средствами, для которых был введён контроль со стороны назначенного внешнего управляющего.
В течение года городу удалось расплатиться со всеми долгами и уже в 2014 году статус банкротства был отменён.